# Голубопёрый балистод
Голубопёрый балистод (лат. Balistoides viridescens) — тропическая морская рыба из семейства спинороговых.

## Описание
Голубопёрый балистод длиной около 75 см, весит 10 кг.

## Распространение
Рыбы живут в Красном море, а также в Индо-Тихоокеанской области от побережья Южной Африки до Японии, островов Лайн, Туамоту и Новой Каледонии.

## Образ жизни
Рыбы живут в одиночку или парами в лагунах или на внешних склонах рифов. Их питание состоит в том числе из мадрепоровых кораллов, прежде всего, ветвистых и колючих видов рода Acropora и Pocillopora, которые рыба отламывает своей сильной челюстью, а также из морских звёзд, морских ежей (Diadematidae), улиток, многощетинковых червей, двустворчатых моллюсков, водорослей и детрита. Добыча, скрывающаяся в песке, добывается при помощи сильной струи воды из своей пасти. Рыба способна ворочать большие каменные глыбы с помощью своего сильного подбородка, чтобы достать спрятавшуюся там добычу. Животные очень энергично защищают свой участок от незваных гостей. Это поведение типично для рыбы в период после окончания строительства гнезда, которое она выкладывает на земле и которое может достигать диаметра почти 2 м и глубины 75 см.

## Употребление
Употребление в пищу этой рыбы может привести к сигуатере — отравлению сигуатоксином, который содержится в тканях рыбы. Яд по пищевой цепочке попадает в организм рыбы и накапливается в нём в течение всей жизни.